# Коллекционер (фильм, 1965)
«Коллекционер» (англ. The Collector, 1965) — американо-британский драматический художественный фильм Уильяма Уайлера по одноимённому роману Джона Фаулза, получивший три номинации на кинопремию «Оскар» (1966). Главные и фактически единственные роли в картине исполнили Теренс Стэмп и Саманта Эггар, удостоенные за свои актёрские работы призов Каннского кинофестиваля.

## Сюжет
Сюжет кинофильма соответствует содержанию романа «Коллекционер». Для мелкого клерка, страдающего комплексом неполноценности, смыслом жизни было коллекционирование бабочек. Но однажды его коллекция пополняется необычным «экспонатом». Им становится красивая студентка, в которую он безнадежно влюблен. Не видя другого способа заполучить девушку, он похищает её и прячет в уединенном особняке. Похититель обещает отпустить пленницу через месяц. Ему кажется, это достаточный срок для того, чтобы она смогла его полюбить.

## В ролях
- Теренс Стэмп — Фредди Клегг
- Саманта Эггар — Миранда Грей
- Мона Уошборн — тётя Энни
- Морис Дэллимор — сосед

## Съёмочная группа и производство
- Режиссёр: Уильям Уайлер
- Сценаристы: Стэнли Манн (Stanley Mann), Джон Кон (John Kohn), Терри Саузерн (Terry Southern, не указан)

по одноимённому роману Джона Фаулза
- Продюсеры: Джуд Кинберг (Jud Kinberg), Джон Кон (John Kohn)
- Композитор: Морис Жарр (Maurice Jarre)
- Операторы: Роберт Краскер (Robert Krasker), Роберт Сёртис (Robert Surtees)
- Монтаж: Дэвид Хоукинс (David Hawkins), Роберт Свинк (Robert Swink)

Производство «Collector Company» (Великобритания), «Columbia Pictures Corporation» (США). Прокат «Columbia Pictures».
Премьера состоялась в мае 1965 года во Франции на Каннском кинофестивале. На экраны кинотеатров фильм вышел 17 июня 1965 года (США).

## Награды
- 1965 — Каннский кинофестиваль:

приз лучшему актёру (Теренсу Стэмпу);
приз лучшей актрисе (Саманте Эггар);
номинация Уильяма Уайлера на «Золотую пальмовую ветвь»
- 1966 — премия «Золотой Глобус»:

за лучшую женскую роль в кинодраме Саманте Эггар;
номинация на лучший фильм-кинодраму;
номинация Уильяма Уайлера за лучшую режиссуру;
номинация Стэнли Манна и Джона Кона за лучший сценарий.
- 1966 — премия «Оскар», номинации по категориям:

за лучшую режиссуру (Уильяма Уайлера);
за лучшую женскую роль (Саманты Эггар);
за лучший адаптированный сценарий (Стэнли Манна и Джона Кона).